# هراطقة كثيب
هراطقة كثيب (بالإنجليزية: Heretics of Dune)‏ هي رواية خيال علمي كتبها فرانك هربرت، نُشرت عام 1984. وهي الرواية الخامسة في سلسلة كثيب التي تتألف من ست روايات.

## الاستقبال
وصفت مراجعات كيركس الجزء الخامس من سلسلة كثيب بأنه «جزء آخر غير متوازن، بطيء في البداية وينتهي على عجل وبشكل مفاجئ إلى حد ما—ولكنه أكثر إثارة ومغامرة من أي جزء منذ الجزء الأصلي كثيب، مع تدفق مرضي من الأفكار الجديدة.»
تم تصنيف كتاب هراطقة كثيب في المرتبة 13 من بين أفضل الكتب مبيعًا في فئة الروايات ذات الغلاف المقوى لعام 1984 من قِبل صحيفة نيويورك تايمز.